# Kurt Schier
Kurt Schier (* 27. Februar 1929 in Obermaxdorf, Tschechoslowakei; † 19. August 2023 in Deisenhofen) war ein deutscher germanistischer und skandinavistischer Mediävist, Religionswissenschaftler und Erzählforscher.

## Leben
Schier wurde im Isergebirge geboren. Er studierte von 1949 bis 1955 an der Universität München ältere deutsche und nordische Sprache und Literatur, Anglistik, Volkskunde und Geschichte. 1955 wurde er bei Friedrich von der Leyen in München mit der Arbeit Praktische Untersuchungen zur mündlichen Weitergabe von Volkserzählungen promoviert. Die Habilitation erfolgte 1971 zur Nordischen Philologie und Germanischen Altertumskunde mit der Arbeit Balder, Loki, Heimdall. Untersuchungen zur Germanischen Religion.
Von 1975 bis zu seiner Emeritierung 1995 hielt Schier den Lehrstuhl für Nordische Philologie und die Leitung der Arbeitsstelle für Germanische Altertumskunde an der Universität München inne.
1985 wurde Kurt Schier als ordentliches Mitglied der Geisteswissenschaftlichen Klasse in die Sudetendeutsche Akademie der Wissenschaften und Künste berufen. Seit 2000 war er der Vertreter der Klasse im Präsidium der Akademie.
1991 wurde er mit dem Großkreuz des isländischen Falkenordens ausgezeichnet.
Kurt Schier lebte in Deisenhofen (Oberhaching) bei München, wo er am 19. August 2023 verstarb. Seine Hinterbliebenen sind die Ehefrau Uta Schier-Oberdorffer (Volkskundlerin), die Tochter Gertrud Schier und der Sohn und Prähistoriker Wolfram Schier.

## Schriften (Auswahl)
- zusammen mit Hugo Kuhn (Hrsg.): Märchen, Mythos, Dichtung. Festschrift zum 90. Geburtstag Friedrich von der Leyens am 19. August 1963. Beck, München 1963.
- Sagaliteratur, Metzler, Stuttgart 1970 (Sammlung Metzler, Abt. D, Band 78).
- Skandinavische Felsbilder als Quelle für die germanische Religionsgeschichte? In: Heinrich Beck u. a. (Hrsg.): Germanische Religionsgeschichte. Quellen und Quellenprobleme (= Ergänzungsbände zum Reallexikon der Germanischen Altertumskunde, Bd. 5). De Gruyter, Berlin 1992, S. 162–228, ISBN 3-11-012872-1.
- Nordlichter. Ausgewählte Schriften 1960-1992, Diederichs, München 1994, ISBN 3-424-01204-1 (mit Bibliographie, S. 326–333).
- Gab es eine eigenständige Balder-Tradition in Dänemark? In: Edith Marold (Hrsg.): Nordwestgermanisch (= Ergänzungsbände zum Reallexikon der Germanischen Altertumskunde, Bd. 13). De Gruyter, Berlin 1995, S. 125–153, ISBN 3-11-014818-8.
- Literatur als historisches Argument. Einige Bemerkungen zum Nachwirken Snorris in Skandinavien im 17. - 19. Jahrhundert. In: Hans Fix (Hrsg.): Snorri Sturluson. Beiträge zu Werk und Rezeption (= Ergänzungsbände zum Reallexikon der Germanischen Altertumskunde, Bd. 18). De Gruyter, Berlin 1998, S. 181–229, ISBN 3-11-016182-6.
- Konrad Maurer und der Beginn nordischer Studien an der Universität München. In: Klaus Böldl (Hrsg.): Kontinuität in der Kritik. Zum 50jährigen Bestehen des Münchener Nordistikinstituts. Historische und aktuelle Perspektiven der Skandinavistik (= Rombach Wissenschaften, Reihe Nordica, Bd. 8). Rombach, Freiburg im Breisgau 2005, S. 19–45, ISBN 978-3-7930-9379-4.
- Mythos und Sage in der altisländischen Literatur, insbesondere der Sagenliteratur. Probleme und Überlegungen. In: Leander Petzoldt/Oliver Haid (Hrsg.): Beiträge zur Rezeptions- und Wirkungsgeschichte der Volkserzählung (= Beiträge zur europäischen Ethnologie und Folklore, Reihe B, Bd. 9). Lang, Frankfurt/M. 2005, S. 179–215, ISBN 3-631-50523-X.
- Religion vergangener Kulturen. Religion der Germanen. In: Johann Figl (Hrsg.): Handbuch der Religionswissenschaft. Vandenhoeck & Ruprecht, Göttingen 2005, S. 207–221, ISBN 3-525-50165-X

## Übersetzungen aus dem Altisländischen
- Die Saga von Egil (= Saga. Bd. 1). Aus dem Altisländischen herausgegeben und übersetzt von Kurt Schier. Diederichs, Düsseldorf u. a. 1978, ISBN 3-424-00521-5.
- Egils Saga. Die Saga von Egil Skalla-Grimsson. Herausgegeben und aus dem Altisländischen übersetzt von Kurt Schier. Diederichs, München 1996, ISBN 3-424-01262-9.

## Festschrift
- Wilhelm Heizmann (Hrsg.): Analecta septentrionalia. Beiträge zur nordgermanischen Kultur- und Literaturgeschichte [gewidmet Kurt Schier zu seinem 80. Geburtstag], de Gruyter, Berlin 2009 (Ergänzungsbände zum Reallexikon der germanischen Altertumskunde, Band 65), ISBN 978-3-11-021869-5.